# Gols kommun
Gols kommun (norska: Gol kommune) är en kommun i Buskerud fylke i Norge med 4 619 invånare, varav 2 624 i tätorten Gol som ligger vid Bergenbanan, järnvägen mellan Oslo och Bergen och utgör kommunens centralort. 
Gols stavkyrka är en stavkyrka från medeltiden. Den står idag på Norsk Folkemuseum i Oslo. En kopia finns i Middelalderparken i Gol.
Den officiella språkformen i Gols kommun är nynorska.

## Tätorter
- Gol (centralort)

## Socknar
Inom Norska kyrkan motsvaras Gols kommun av Gol og Herads socken i Hallingdals prosteri i Tunsbergs stift.

## Bilder

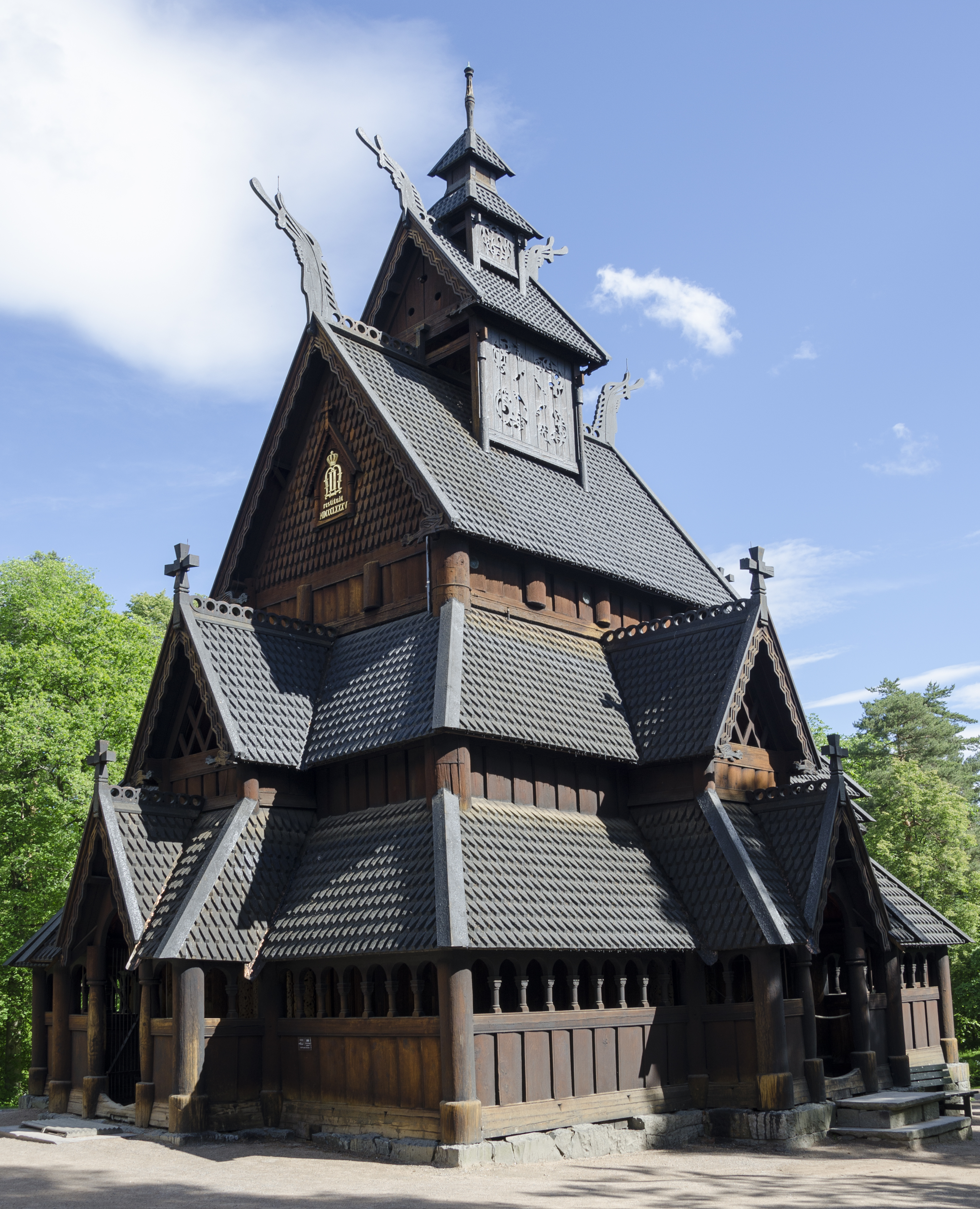
Gols stavkyrka.
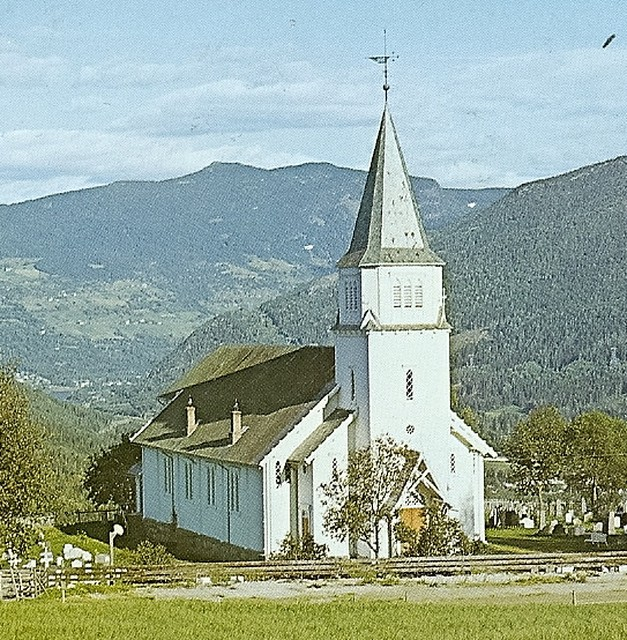
Gols nya kyrka från 1882.